# Eatons Neck
Eaton's Neck är en udde i östra delen av ön Long Island i delstaten New York, USA. Området var ursprungligen ett större gods.
Längst ute på udden finns ett gammalt fyrtorn, Eaton's Neck Lighthouse, ett av de få antika som ännu är i drift. Det togs i drift 1799–01–01, och har sedan renoverats och moderniserats i flera omgångar.
Vid Eaton's Neck finns en kustbevakningsstation, US Coast Guard.
Namnet Long Island brukar förkortas till L. I..

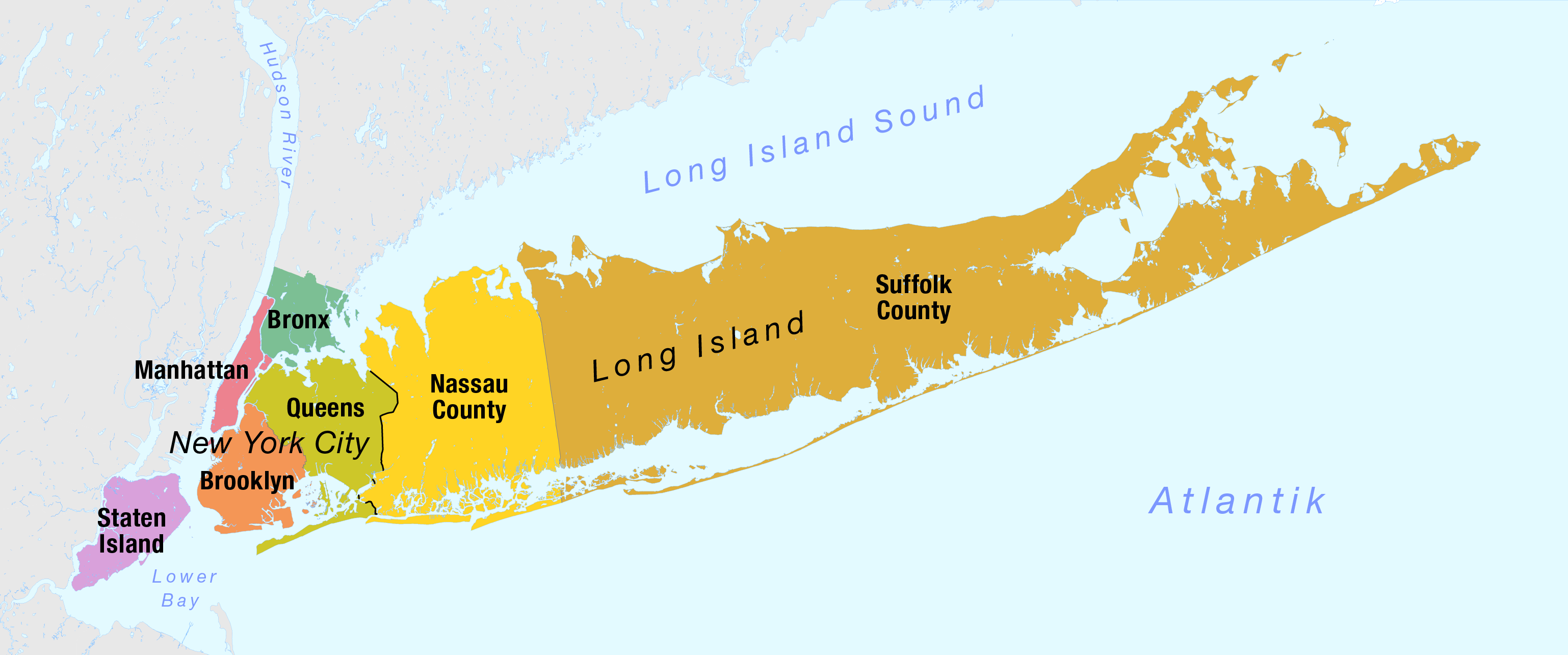
Long Island
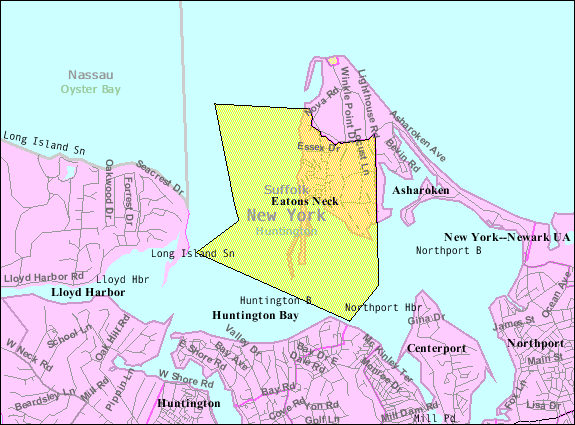
Eaton's Neck
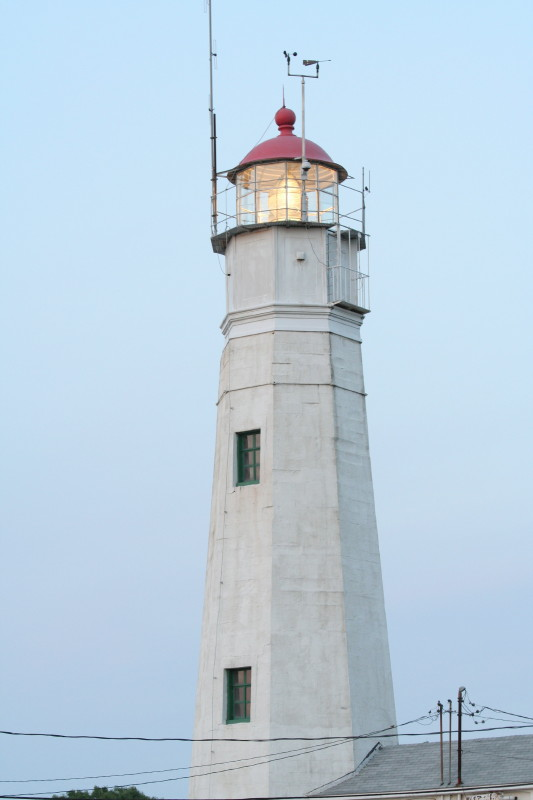
Eaton's Neck Light Lägg märke till dörren och stegen på utsidan för åtkomst till lanterninen. Högst upp anemometer och vindflöjel.

## Källa
Eaton's Neck Lighthouse